# Masakr v Andižanu
Masakr v Andižanu je největší vládou nařízený masakr 21. století, který se odehrál 13. května 2005 v Uzbekistánu ve městě Andižan jako reakce na povstání ze dne 12. května.

## Příčiny
Andižan je město ve Ferganské kotlině. Ferganská kotlina je dlouhodobě nestabilní oblastí.

## Oběti
Uzbecká vláda hovoří o 182 obětech, kteří podle ní byli převážně ozbrojení islamističtí radikálové. Mezinárodní organizace a přeživší hovoří o stovkách až 3 000 obětech. Nereprezentativní počet svědků popírá i tato čísla s tím, že šlo řádově o tisíce.

## Reakce

### USA
Spojené státy americké a Uzbekistán byly dlouhou dobu klíčoví spojenci v boji proti islámskému extremismu. Poté, co Spojené státy opakovaně požádaly Uzbekistán a povolení/nařízení mezinárodního prošetření incidentu, a do jeho provedení pozastavily rozvojou pomoc, Uzbekistán zakázal přelety vojenských letounů přes své území a nechal uzavřít americkou leteckou základnu v Chanabádu, což se stalo pro USA logistickým problémem vzhledem k válce v Afghánistánu. Během několika let se vztahy USA s Uzbekistánem dramaticky zlepšily, existují dokonce názory, že ochladnutí vztahů bylo pouze nahrané.

### Evropská unie
Evropská unie okamžitě uvalila na Uzbekistán sankce.

### Uzbekistán
Uzbekistán reagoval na incident s tím, že se jednalo o legitimní potlačení ozbrojeného povstání islamistů a odmítá jeho nezávislé mezinárodní prošetření, dále trestá osoby informující o masakru mnoha lety žaláře a přes Interpol požaduje jejich vydání z různých částí světa k soudu.

### Zadržení svědků v České republice
Svědci masakru Zokhidjon Mirzaev (žijící v Nizozemsku) a Omonullo Maksudov (žijící v Německu) byli zadrženi v České republice na základě zatykače Interpolu, když se pokusili navštívit svého přítele, který v České republice bydlí. Mirzaev byl z vazby propuštěn po 20 dnech, Maksudov o 26 dní později.